# Li Osborne
Li Osborne, nata Luisa Friedericke Susanna Wolf, conosciuta anche come Louise Hutchinson (Magonza, 4 gennaio 1883 – Monte Brè, 19 agosto 1968) è stata una fotografa e scultrice tedesca.

## Biografia
Il padre era un britannico naturalizzato mentre la madre era bavarese. Anche se le notizie sulla sua vita sono abbastanza scarne, sappiamo che studiò a Friburgo, Ginevra e a Londra.
Osborne tenne la sua prima mostra fotografica a Copenaghen nel 1920 e negli anni successivi aprì un atelier dove si specializzò nel ritratto a Baden-Baden. Nel 1925 aprì uno studio fotografico a Monaco. Si occupò di fotografia teatrale e divenne una componente di una associazione di fotografi tedeschi (Gesellschaft Deutscher Lichtbildner). Fece ritratti di celebrità come Jean Arp, Albert Schweitzer, Bertolt Brecht, Sybille Binder, Rabindranath Tagore. Espose il suo lavoro in una mostra a Francoforte sul Meno nel 1926. Con l'ascesa del nazionalsocialismo, non c'era più spazio per gli ebrei, così vendette lo studio nel 1934 e si trasferì dapprima in Svizzera dove rimase fino alla fine del secondo conflitto mondiale, prima di emigrare nel Regno Unito e stabilirsi a East Bergholt. In Svizzera, imparò da autodidatta la tecnica della scultura in terracotta e della lavorazione del bronzo e anche se non frequentò nessuna scuola o nessun artista in particolare, ricevette molti consigli da artisti internazionali, rifugiati a Zurigo e dintorni.
La Beaux Arts Gallery di Londra tenne sue mostre di sculture nel 1953 e nel 1956 con il suo nuovo nome di Louise Hutchinson-Wolf. Continuò a dedicarsi alla scultura preferendo la figura e l'espressività, lasciando del materiale grezzo di lavorazione nel pezzo finito, quale contrasto con il levigato e liscio lavoro di altri artisti astratti e di altre correnti. Osborne fu tra i dodici scultori prescelti per creare il monumento dedicato al "Unknown Political Prisoner". Ha creato sculture del compositore e direttore d'orchestra Sándor Végh, del poeta Herbert Read, del ceramista Bernard Leach, del pittore Patrick Heron.
Nel 2020 è stata organizzata una mostra sul teatro mostrando le immagini, apparentemente distanti, tra Margaret Bourke-White che, negli anni Trenta, fotografò i dietro le quinte del burlesque newyorkesi, e il teatro Kammerspiel pensato per ambienti piccoli dove lo spettatore è quasi a contatto con l'attore, fotografato da Osborne negli anni Venti. Due mondi messi a confronto, due lavori che paiono rivelare molto più di quanto non sembri. La mostra si intitola: Li Osborne & Margaret Bourke-White: Backstage and Kammerspiele, presso la Galerie Daniel Blau di Monaco.

## Vita privata
Nel 1907 sposò Leo Karl Benecke, un ufficiale prussiano, da cui divorziò nel 1913 dopo la morte della figlia di quattro anni a causa del tifo. Nel 1920 sposò lo psichiatra cecoslovacco Walter Carl Henry Osborne da cui divorzierà nove anni dopo. Nel 1930 sposò William Doge Hutchinson, di cui fu la seconda moglie, col quale rimase fino alla morte di lui nel 1966.